# Edmund Hillary

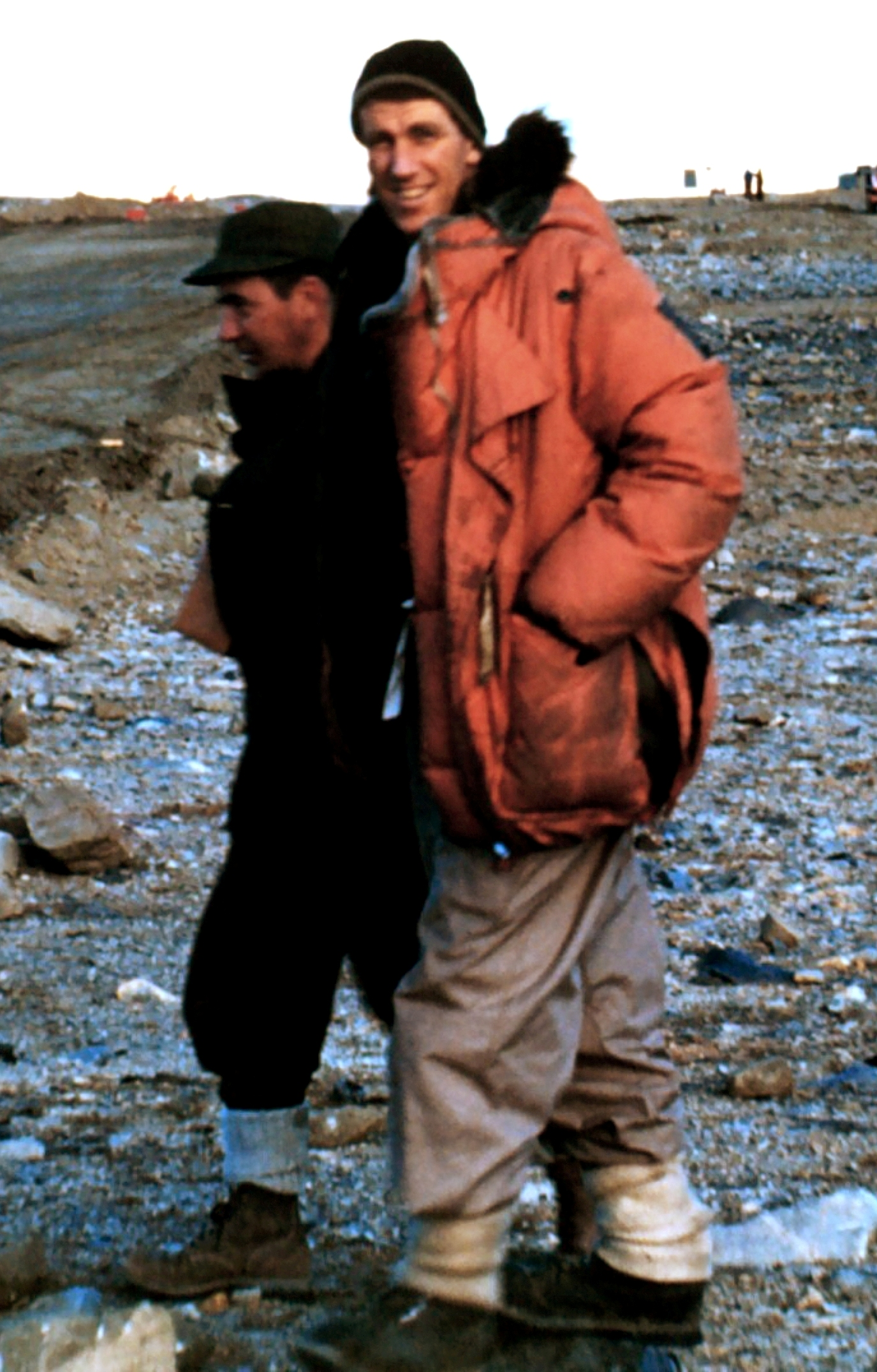
Hillary (piros kabátban) 1957-ben az Antarktiszon.

Sir Edmund Percival Hillary (Auckland, 1919. július 20. – Auckland, 2008. január 11.) új-zélandi hegymászó. 1953. május 29-én Tendzing Norgajjal együtt elsőként mászták meg a Föld legmagasabb hegycsúcsát, a Mount Everestet.

## Fiatalsága
Apja, Percival szigorú ember volt, első világháborús veterán, Gallipolinál sebesült meg. Újságíróként dolgozott a Tuakau District Newsnál, de kilépett, miután összeveszett az igazgatósággal. Ezután hobbijából, a méhészetből tartotta el családját.
Edmund Aucklandben született, de egyéves korában az Aucklandtől délre fekvő Tuakauba költöztek, ahol háborús veterán apja földet kapott. Gyerekként kisebb és visszahúzódóbb is volt osztálytársainál, a könyvekben és a kalandokkal teli életről való álmodozásban talált menedéket. Középiskolába Aucklandben járt, a napi négyórás utazást is olvasással töltötte. 16 évesen, egy osztálykirándulás után kezdett a hegymászás iránt érdeklődni. Kiderült, hogy hirtelen megnyúlt végtagjai és koordinálatlan mozgása ellenére erősebb és kitartóbb volt, mint társai.
Az iskola elvégzése után, apja nyomdokaiba lépve ő is méhészkedéssel foglalkozott. A második világháborúban az Új-Zélandi Királyi Légierőnél navigátorként szolgált, de egy baleset miatt idő előtt leszerelték.

## Az expedíciók
A hegymászás továbbra is komolyan érdekelte, már a háború előtt elhatározta, hogy megmássza a Mount Everestet. Leszerelése után belépett a New Zealand Alpine Clubba és edzeni kezdett. A Déli-szigeten lévő Déli-Alpok csúcsait télen és nyáron is megmászta, hogy a sziklamászást és a jeges körülményeket is megismerje.
1951-ben utazott először a Himalájába és részt vett az Eric Shipton vezette sikertelen brit Everest-expedícióban. 1953-ban csatlakozott John Hunt 400 fős csapatához. Az első sikertelen csúcstámadás után ő és Tendzing Norgaj kapott lehetőséget. A csúcsot 1953. május 29-én délelőtt 11:30-kor érték el. Visszatérésük után Indiában és Nepálban is nagy ünnepségekkel fogadták őket, Tendzinget egyesek szó szerint istenként kezdték tisztelni, azt gondolva hogy Buddha vagy Siva reinkarnációja, Hillaryt pedig II. Erzsébet brit királynő lovaggá ütötte.
1956 és 1965 között még tíz másik csúcsot megmászott a Himalájában. 1958. január 4-én a Nemzetközösségi transzantarktiszi expedíció tagjaként, az új-zélandi részleg vezetőjeként eljutott a Déli-sarkra. 1985-ben Neil Armstrong társaságában egy kétmotoros repülővel leszálltak az Északi-sarkon is. Ezzel ő lett az első ember aki járt a Föld mindkét pólusán és a Mount Everesten – amit a harmadik pólusnak is szoktak hívni.

## Az Everest után
Miután meghódította az Everestet, Edmund Hillary Nepálban kezdett új életet. Itt veszítette el feleségét és leányát, miközben az első helyi általános iskola építésén munkálkodott. A családját ért tragédiát követően, egész hátralévő életét a serpák és a Nepálban élő emberek, de legfőképpen a gyermekek megsegítésének szentelte. Nevét kihasználva, a világ számos pontján tartott előadásokat. Ezeken az előadásokon óriási összegeket gyűjtött össze, mely összegeket maradéktalanul a nepáli nép megsegítésére fordított.
1961-től 2008-ban bekövetkezett haláláig Edmund Hillary 27 iskolát, 2 kórházat, több repülőteret és hidat építtetett, ezen kívül az ő közreműködésével számos kolostor épült, részt vett a nepáli vízvezetékek kiépítésében, a tanárképzésben és az erdőgazdálkodásban.
1975-ben indult az új-zélandi parlamenti választáson Bill Rowling kampánycsapatának tagjaként, de nem jutott mandátumhoz. 1977-ben jelölték kormányzónak is, de Keith Holyoake-t választották meg helyette. 1985-ben Új-Zéland indiai, nepáli és bangladesi nagykövetének nevezték ki; ezt a tisztséget négy és fél évig töltötte be.
Tiszteletbeli elnöke volt az Amerikai Himalája Alapítványnak is.
2008. január 11-én Aucklandben, szívrohamban hunyt el.

## Kitüntetései
- 1953. július 16-án az angol királynő lovaggá ütötte (Knight Commander of the Order of the British Empire).
- 1987. február 6-án elsőként neki adományozták az Új-Zélandi Érdemrendet (Order of New Zealand).
- 1995. április 16-án megkapta a Térdszalaglovagrend lovagi fokozatát (Knight of the Order of the Garter).
- 2003-ban, a Mount Everest megmászásának 50. évfordulóján, a nepáli kormány egy ünnepség keretében tiszteletbeli nepáli állampolgárságot adott Hillarynek.
- Ő volt az egyetlen új-zélandi, akinek a portréja már életében papírpénzen (az 5 dollároson) szerepelt. Több utcát, iskolát és szervezetet is elneveztek róla.

## Könyvei
- High Adventure, (1955)
- East of Everest, (1956)
- The New Zealand Antarctic Expedition, (1959)
- No Latitude for Error, (1961)
- High in the Thin Cold Air, (1963)
- Schoolhouse in the Clouds, (1965)
- Nothing Venture, Nothing Win, (1975) – Kockázat nélkül nincs győzelem (Gondolat, 1982) ISBN 963-281-208-5
- From the Ocean to the Sky: Jet Boating Up the Ganges, Ulverscroft Large Print Books Ltd (1980. november) ISBN 0-7089-0587-0
- Two Generations, with Peter Hillary (1984)
- View From the Summit, (1999)

### Magyarul
- Vivian Fuchs–Edmund Hillary: Az Antarktisz meghódítása. A Brit Nemzetközösség 1955–1958. évi délsarki expedíciója; ford. Józsa Péter; Gondolat, Bp., 1962
- Kockázat nélkül nincs győzelem; ford. Szilágyi Tibor; Gondolat, Bp., 1982 (Világjárók)
- Pillantás a csúcsról; ford. Gellért Marcell; Athenaeum, Bp., 2018

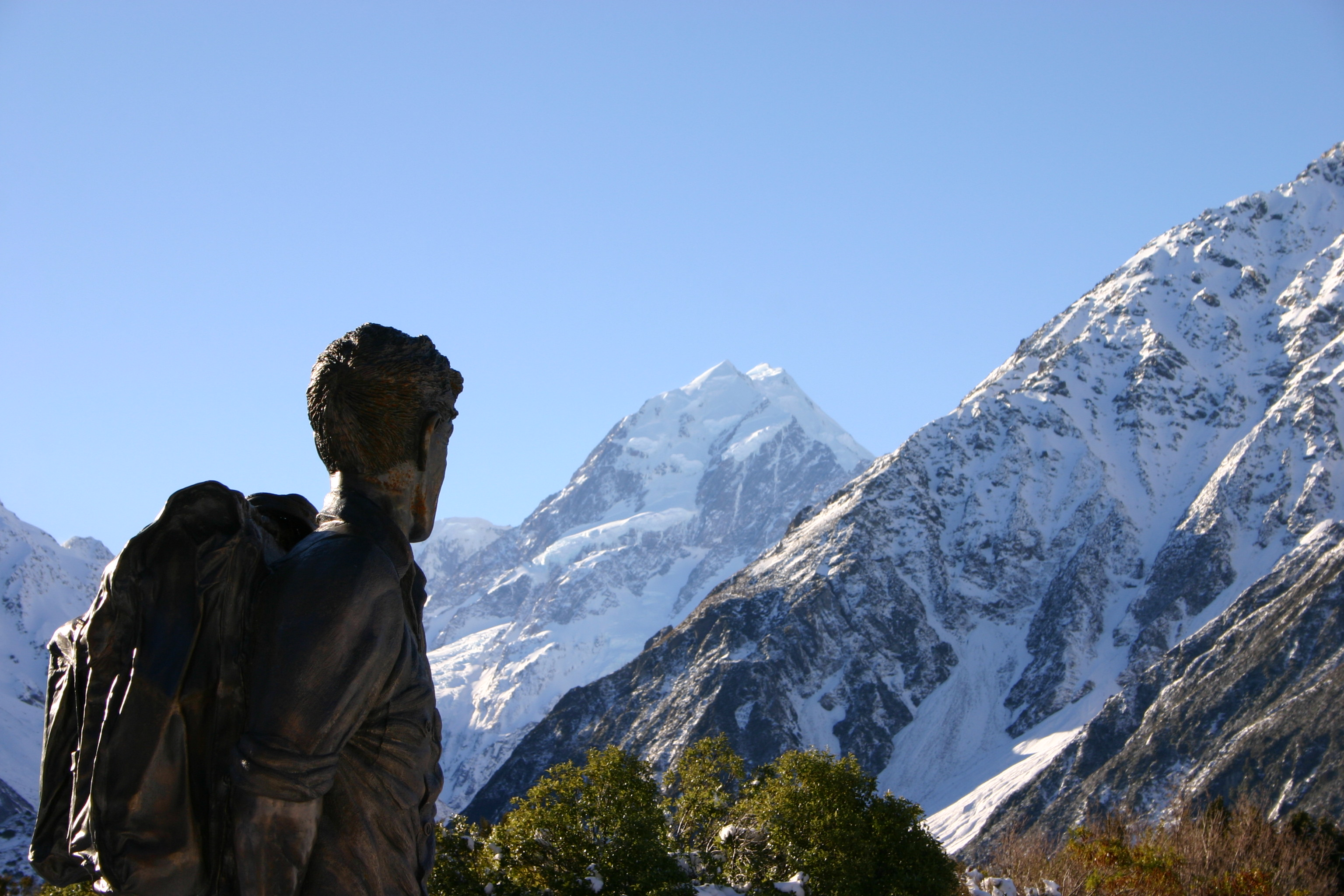
Edmund Hillary szobra Új-Zélandon, háttérben az Aoraki/Mount Cook